# Gerhard Ludwig Müller
Gerhard Ludwig kardinál Müller (* 31. prosince 1947, Mohuč-Finthen, Německo) je německý římskokatolický kněz, systematický teolog a bývalý biskup řezenské diecéze (2002 až 2012). Od 2. července 2012 do 2. července 2017 působil ve funkci prefekta Kongregace pro nauku víry. V roce 2014 byl papežem Františkem jmenován kardinálem.
Po jmenování Müllera prefektem v roce 2012 ho komentáře německých médií vykreslovaly jako konzervativního, kontroverzního biskupa věrného papežovi. Pojilo ho přátelství se zakladatelem Teologie osvobození Peruáncem Gustavem Gutiérrezem. Spolu s papežem Františkem podpořil svatořečení Óscara Romera, které bylo ze strany kongregace dlouhá léta blokováno pro jeho sympatie s teologií osvobození a marxismem.

## Život
Po kněžském svěcení, které přijal 11. února 1978 z rukou Hermanna kardinála Volka, působil nejprve jako kaplan a učitel náboženství. V letech 1986 až 2002 působil jako řádný profesor dogmatiky na Katolické teologické fakultě Mnichovské univerzity. Od listopadu 2002 byl biskupem diecéze Regensburg (Řezno). Koncem roku 2007 ho papež Benedikt XVI. jmenoval členem Kongregace pro nauku víry, začátkem roku 2009 i členem Papežské rady pro kulturu. 2. července 2012 byl papežem Benedikt XVI. jmenován prefektem Kongregace pro nauku víry a současně osobním arcibiskupem.
Dne 1. července 2017 se papež František rozhodl Müllerovi neprodloužit pětiletý mandát v čele Kongregace pro nauku víry a novým prefektem jmenoval dosavadního sekretáře kongregace arcibiskupa Luise Francisca Ladaria Ferreru.

## Dílo v češtině
- G. L. Müller, Dogmatika pro studium i pastoraci, přeložili J. Frei et al. Kostelní Vydří: Karmelitánské nakladatelství 2010, 888 s., ISBN 978-80-7195-259-6